# Pristomerus kasparyani
Pristomerus kasparyani är en stekelart som beskrevs av Narolsky 1986. Pristomerus kasparyani ingår i släktet Pristomerus och familjen brokparasitsteklar. Inga underarter finns listade i Catalogue of Life.